# بنية الزمكان المحلية
تشير بنية الزمكان المحلية إلى بنية الزمكان على المستوى المحلي , أي أنه تعتبر هذه النقاط في لمنطقة المفتوحة للنقطة. هذا الترقيم مفيد في العديد من فروع الفيزياء, و أكثرها استفادة هي نظرية آينشتاين للنسبية العامة. وهي النسبة التي يحتلها الزمكان في النسبية العامة